# Xiao Guodong
Xiao Guodong (Chongqing, 10 de fevereiro de 1989) é um jogador chinês de snooker profissional. Tornou-se profissional em 2007 após vencer o Campeonato Asiático Sub-21. Como profissional não ganhou nenhum evento do ranking mundial, sua melhor performance foram dois vice-campeonatos, um no Masters de Xangai de 2013 e outro no Shoot Out de 2017.

## Carreira
Xiao se juntou ao crescente contingente de jogadores chineses no circuito profissional ao vencer o Campeonato Asiático de Sub-21 de 2007 (em inglês: Asian Under-21 Championship), principal torneio amador de snooker da Ásia. Ele derrotou o tailandês Chinnakrit Yaowanasiri por 6–2 na final realizada no Catar. Xiao tornou-se profissional por uma única temporada em 2007. Ele venceu dois eventos amadores na Pontins International Open Series (PIOS) na temporada de 2008–09 para garantir um card na turnê profissional. Xiao chegou às quartas de final da Grande Final do Players Tour Championship (PTC), tanto em 2012 como em 2013. Em 2013, ele alcançou pela primeira vez uma final do ranking mundial no Masters de Xangai (em inglês: Shanghai Masters), onde venceu oito partidas para chegar à final, batendo nomes como Stephen Maguire e Mark Davis, mas acabou sucumbindo ante Ding Junhui por 10–6. Foi semifinalista no Open da Austrália de 2014 (em inglês: Australian Open), e com essa performance, subiu para o top 32 do mundo pela primeira vez. Em 2015, chegou a final do Shoot Out, que na época não contava para o ranking, e mais uma vez foi derrotado, mas dessa vez para Michael White. Chegou novamente a final do Shoot Out, em 2017, e dessa vez o torneio pontuava para o ranking, mas perdeu para Anthony McGill. Em 2019, chegou às semifinais do World Grand Prix em Cheltenham, deixando pelo caminho nomes como Neil Robertson, até perder para Ali Carter.

## Finais na carreira

### Finais que contam para o ranking: 2 (2 vices)
| Resultado    | Ano  | Competição        | Adversário na final | Placar | Ref.  |
| Vice-campeão | 2013 | Masters de Xangai | Ding Junhui         | 6–10   | [ 7 ] |
| Vice-campeão | 2017 | Shoot Out         | Anthony McGill      | 0–1    | [ 8 ] |

### Finais que não contam para o ranking: 1 (1 vice)
| Resultado    | Ano  | Competição | Adversário na final | Placar | Ref.  |
| Vice-campeão | 2015 | Shoot Out  | Michael White       | 0–1    | [ 9 ] |

### Finais Pro–am: 3 (3 títulos)
| Resultado | Ano  | Competição                          | Adversário na final | Placar | Ref. |
| Campeão   | 2008 | Paul Hunter English Open            | Ben Woollaston      | 6–2    |      |
| Campeão   | 2009 | Asian Indoor Games                  | Liang Wenbo         | 5–2    |      |
| Campeão   | 2013 | Asian Indoor and Martial Arts Games | Amir Sarkhosh       | 5–4    |      |

### Finais amadoras: 4 (4 títulos)
| Resultado | Ano  | Competição                          | Adversário na final   | Placar | Ref.  |
| Campeão   | 2007 | Asian Under-21 Amateur Championship | Chinnakrit Yoawansiri | 6–2    | [ 6 ] |
| Campeão   | 2008 | PIOS – Evento 2                     | Noppadol Sangnil      | 6–5    |       |
| Campeão   | 2009 | PIOS – Evento 6                     | Jack Lisowski         | 6–0    |       |
| Campeão   | 2011 | China Snooker Tour Finals           | Chen Feilong          | 5–0    |       |